# Eyes (série de televisão)
Eyes (Eyes: Controle de Risco) é um seriado norte-americano de gênero drama exibido originalmente pela ABC, com Timothy Daly interpretando o personagem principal, Harlan Judd, um engenhoso e impulsivo investigador que comanda a JRM (Judd Risk Management), uma discreta e moderna firma de investigação que lida com os casos mais impossíveis, enquanto trabalha (quase sempre) dentro da lei.
A série estreou em 30 de Março de 2005 pela ABC e atualmente está sendo exibida a 1ª temporada no SBT em Tele Seriados todas as Terças-feiras, as 4e30 da madrugada(de terça para quarta)

## Descrição
Comandada pelo engenhoso e impulsivo investigador Harlan Judd (Tim Daly, "Wings"), a JRM é uma discreta e moderna firma de investigação que lida com os casos mais impossíveis, enquanto trabalha (quase sempre) dentro da lei. Com a ajuda de Nora Gage e uma equipe com estratégias geniais, Harlan faz o possível para vencer um mundo de parcerias temporárias e lealdades duvidosas.
Com cada caso capaz de destruir uma empresa, acabar com uma fortuna pessoal ou mudar a direção dos governos, esse não é apenas um negócio — é um jogo mortal com vítimas reais. Os outros membros da equipe de Judd são a investigadora associada Meg Bardo (A.J. Langer), a promotora Leslie Town (Laura Leighton, "Melrose Place"), o chefe dos investigadores Jeff McCann (Eric Mabius, "The L Word"), o principal investigador Chris Didion (Rick Worthy) e a técnica de vigilância Natalie Zea ("The Shield", "Passions") — todos eles com dramas pessoais que são tão interessantes como a vida de seus alvos. Mas Harlan é um homem honesto num mundo que exige métodos nada convencionais e uma disposição para burlar a lei.

## Personagens (elenco)
- Harlan Judd (Timothy Daly)
- Tim Smits (Mark Famiglietti)
- Nora Gage (Garcelle Beauvais)
- Meg Bardo (A.J. Langer)
- Leslie Town (Laura Leighton)
- Jeff McCann (Eric Mabius)
- Chris Didion (Rick Worthy)
- Trish Agermeyer (Natalie Zea)
- Clay Burgess (Gregg Henry)
- Assistant District Attorney (Nellie Sciutto)
- Michael Tobin (Linden Ashby)
- Scott Ward (Joe Michael Burke)
- Eric Paulsen (Lochlyn Munro)

## Canais deTVque transmitem a série
| Emissora | Dia da semana      | Horário | Temporadas |
| ABC      | Não é mais exibido |         |            |
| SBT      | Terças feiras      | 04:30   |            |